# Garden of Fine Art

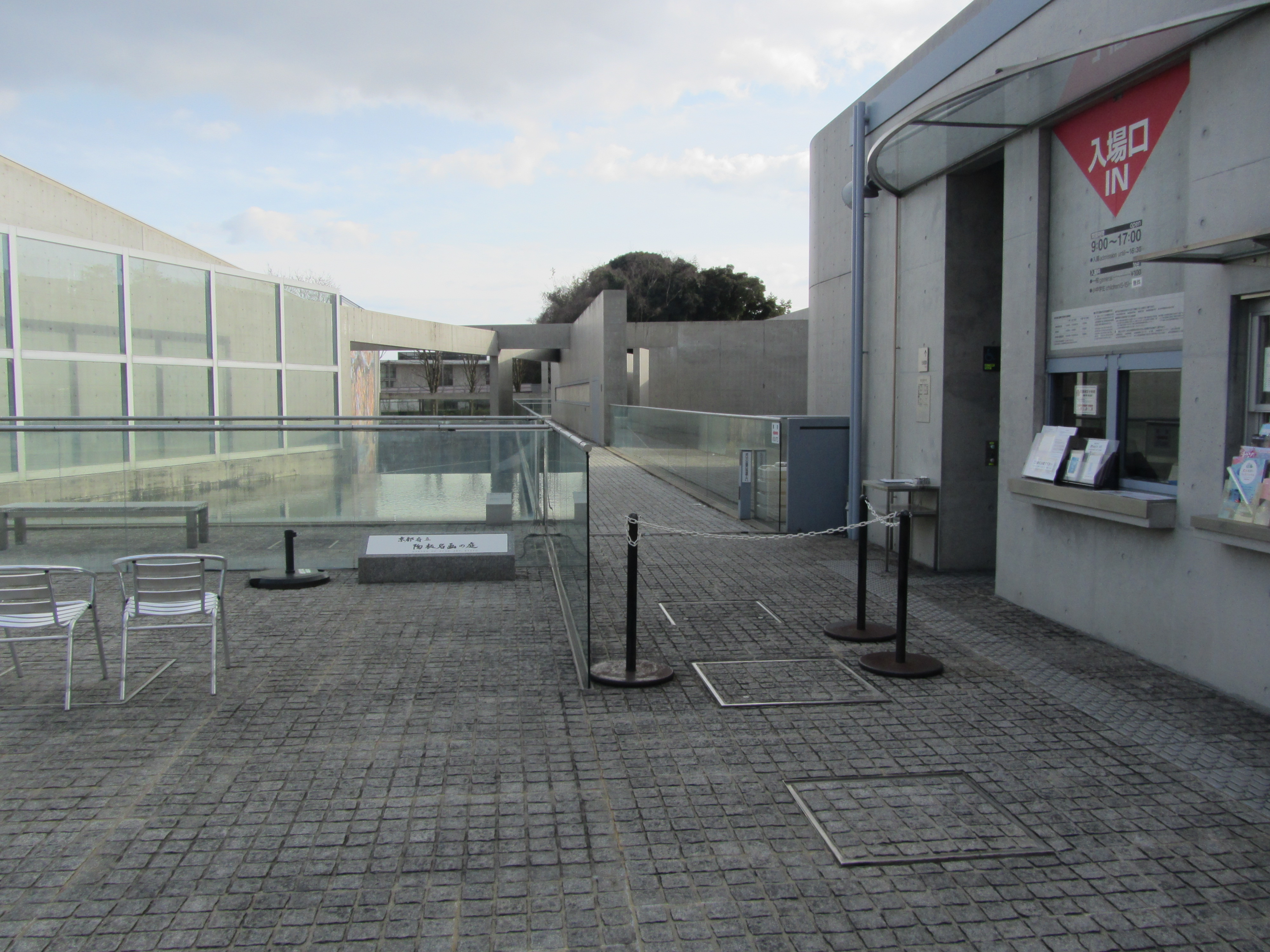
Architektur des Garden of Fine Art von Tadao Ando (1994). Blick vom Eingang Richtung Süden.

Der Garden of Fine Art (japanisch 京都府立陶板名画の庭 Kyōto Furitsu Tōban Meiga no Niwa, wörtl. übersetzt: Garten der Präfektur Kyōto für berühmte Bilder auf Keramikplatten), häufig auch als Garden of Fine Arts bezeichnet, ist ein 1994 eröffnetes Open-Air-Kunstmuseum in Kyōto, in dem Kopien berühmter Bilder der europäischen wie der ostasiatischen Kunstgeschichte auf Keramikplatten in einem von dem Architekten Tadao Andō gestalteten Wandelgarten dauerhaft installiert sind.

## Ein modernistischer Beton- und Wassergarten
Der Garden of Fine Art ist ein modernistischer Stein-, Beton- und Wassergarten, der Anfang der 1990er Jahre durch den Architekten Tadao Andō entworfen wurde, um als Ausstellungsort für die darin seither ausgestellten keramischen Kopien einiger berühmter Werke der europäischen und der ostasiatischen Kunstgeschichte zu fungieren. Der Garten wurde 1992–1994 im Zusammenhang mit dem Bau der Kyōtoer U-Bahn in unmittelbarer Nachbarschaft der neu angelegten U-Bahn-Station Kitayama auf einem ca. 2100 m² großen Grundstück am Rande des Botanischen Gartens neben dem Verbundarchiv der Präfektur Kyōto angelegt. Die offene Architektur führt vom Straßenniveau über zwei Ebenen ca. acht Meter in die Tiefe und weist auf allen drei Ebenen überwiegend Wasserflächen auf, die durch flächig strömende Wasserfälle an den nördlichen und südlichen Wänden gespeist werden. Zwischen den Wasserflächen führt ein mit Granitsteinen gepflasterter und durch gläserne Geländer begrenzter Weg von der Zugangsebene zunächst ebenerdig geradlinig in südlicher Richtung in die Anlage hinein, die ihren Innenraum nach Osten wie nach Westen durch mehr als sechs Meter über das Bodenniveau aufragende glatte Sichtbetonwände gegen die Umgebung abgrenzt.

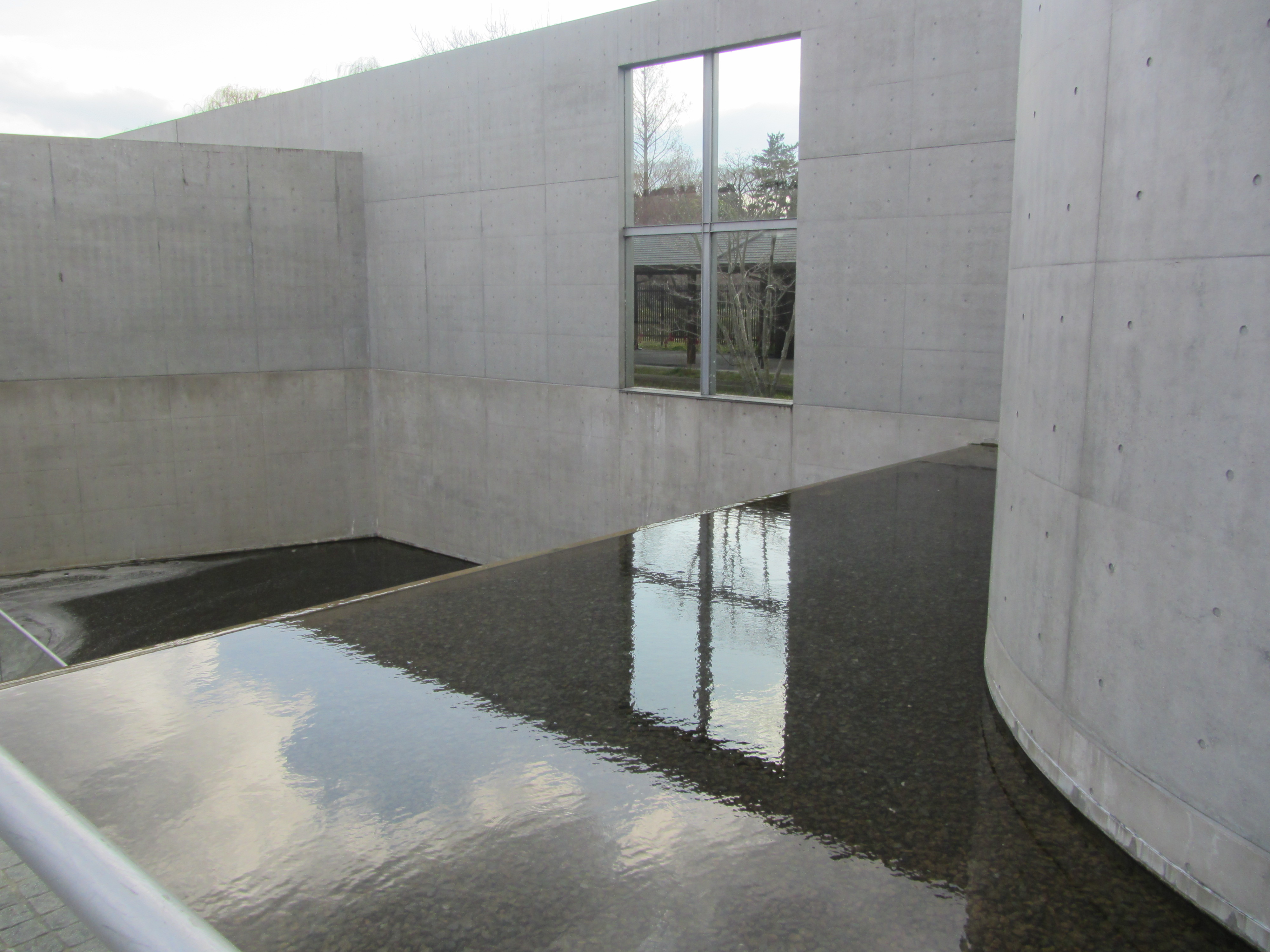
Fenster in der westlichen Außenwand des Garden of Fine Art in Kyoto, Architektur von Tadao Ando (1994)

Ein großes Fenster auf der Westseite erlaubt einen Blick zum angrenzenden Botanischen Garten, während in der Gartenanlage selbst keinerlei Pflanzen wachsen und „Natur“ allenfalls vermittelt durch die ausgestellten Werke der bildenden Kunst zur Betrachtung dargeboten wird. Nach Süden hin ist der Garten oberirdisch nicht durch eine Betonwand, sondern lediglich durch zwei horizontale Stahlbetonträger und eine Mittelstütze gegen seine Umgebung, eine angrenzende Wiese mit einer doppelten Baumreihe, abgegrenzt. So gibt die Architektur durch das breite, im unteren Bereich verglaste, im oberen offene Fenster einen Blick auf eine naturnah erscheinende Umgebung frei, die jedoch für den Gartenbesucher unzugänglich bleibt. Über eine schiefe Ebene wird der Besucher in die Tiefe geführt, wobei die Blickführung des komprimierten Wandelgartens so angelegt ist, dass bestimmte Bilder die Aufmerksamkeit des Betrachters zunächst aus der Ferne auf sich ziehen, während besser zu ihrer Betrachtung geeignete Standorte erst im weiteren Verlauf des Weges erreicht werden. Mit der Reduzierung auf Stein/Beton und Wasser/Glas wie auch im Spiel mit der Begrenzung und dem Ausblick auf die Natur jenseits des Gartens bezieht die Anlage sich auf die japanische Tradition des Kare-san-sui-Steingartens, während die geometrischen Formen der Sichtbetonarchitektur selbstbewusst die zeitgenössische Moderne zelebrieren.

## Ein Open-Air-Kunstmuseum

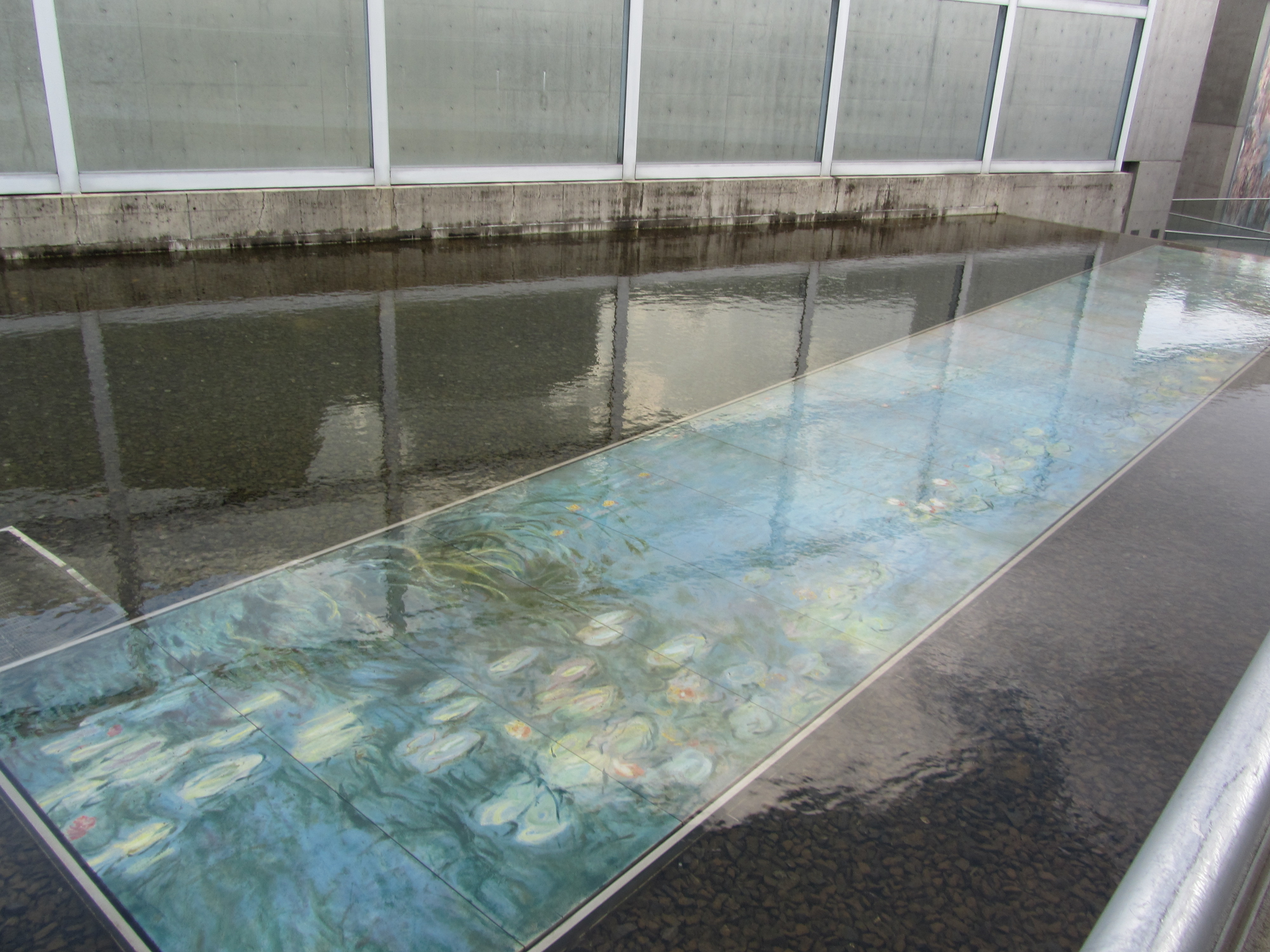
Garden of Fine Art: Spiegelung der Architektur auf der Wasseroberfläche über Claude Monets Bild des Morgenlichts auf seinem Seerosenteich

Wie sein japanischer Name angibt, ist der Garden of Fine Art ein Ausstellungsort für die Begegnung mit „berühmten Bildern“, die an diesem Ort allerdings nicht im Original besichtigt werden können, sondern nur in Form von fotomechanisch produzierten Reproduktionen, die durch die Otsuka Ohmi Ceramics Co., Ltd. aus Osaka auf großformatige Keramikplatten gebrannt und dadurch unempfindlich gegen Witterungseinflüsse gemacht wurden. Erst das Verfahren zur Produktion der farbechten keramischen Kopien ermöglicht die Ausstellung von Werken der bildenden Kunst unter freiem Himmel, wo sie je nach Wetter und Tageszeit unterschiedlich beleuchtet erscheinen. Ausgewählt wurden für die permanente Installation in diesem Open-Air-Kunstmuseum Kopien von insgesamt neun berühmten Werken. Sechs Bildern aus der europäischen Kunstgeschichte der Renaissance und der klassischen Moderne werden drei lange Querbildrollen (Emakimono) aus Japan und China gegenübergestellt.
Gleich am Eingang des Garden of Fine Art wird die Unempfindlichkeit der Keramikplatten genutzt, um eine Kopie eines über 12 Meter breiten Gemäldes aus dem Zyklus der Seerosenbilder (Nymphéas) von Claude Monet, das das Spiel des Morgenlichts auf einer Wasseroberfläche zeigt, nun selbst unter einer Wasserfläche liegend auszustellen, was zu bemerkenswerten Überlagerungseffekten zwischen den je aktuellen Spiegelungen des Tageslichts auf der Wasseroberfläche und Monets Bildmotiv führt.

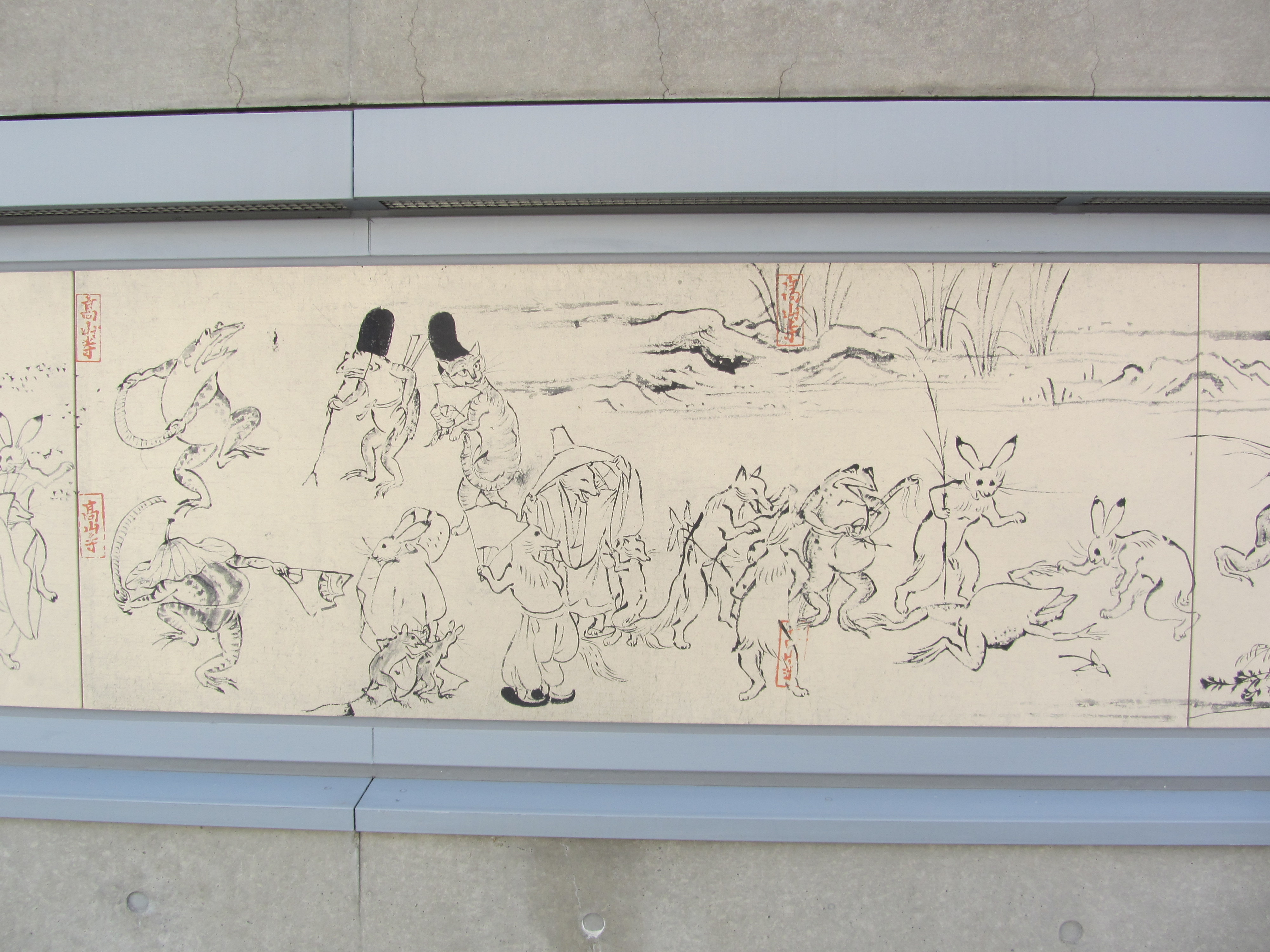
Frösche, Katzen, Füchse und Hasen in menschenähnlichen Rollen – Zeichnung aus dem ältesten Manga, Choju jinbutsu giga (Japan, 12. Jh.), Kopie im Garden of Fine Art, Kyoto

Die ältesten Bilder der Ausstellung sind zwei Querbildrollen mit Tuschzeichnungen aus dem Sammelwerk Chōjū-jinbutsu-giga (Karikaturen von Vögeln und Tier-Menschen) die im 12. Jahrhundert n. Chr. in Kyōto entstanden sein sollen und als älteste erhaltene Beispiele der Kunst des Manga gelten. Sie werden dem als Bischof von Toba (Toba Sōjō) bekannten Tendai-buddhistischen Oberpriester Kakuyū (1053-1140) zugeschrieben, auch wenn der größte Teil der Zeichnungen wohl erst in der zweiten Hälfte des 12. Jahrhunderts durch andere, nicht namentlich bekannte Künstler gemalt worden sein dürfte. Die empfindlichen Querbildrollen, die zum Eigentum des Kōzan-ji-Tempels im Norden von Kyōto gehören und als Nationalschatz Japans gelten, werden aus Konservierungsgründen im Nationalmuseum in Tokio aufbewahrt und sind dort im Original nur selten zu sehen. Für den Garden of Fine Art wurden Kopien der ersten und der zweiten von insgesamt vier Rollen des Sammelwerks fotografisch reproduziert und in vierfacher Vergrößerung auf Keramikplatten gebrannt, die in voller Breite von jeweils über 20 Metern in einer eigens für diesen Zweck gegossenen Betonwand im Zentrum der Anlage installiert wurden.

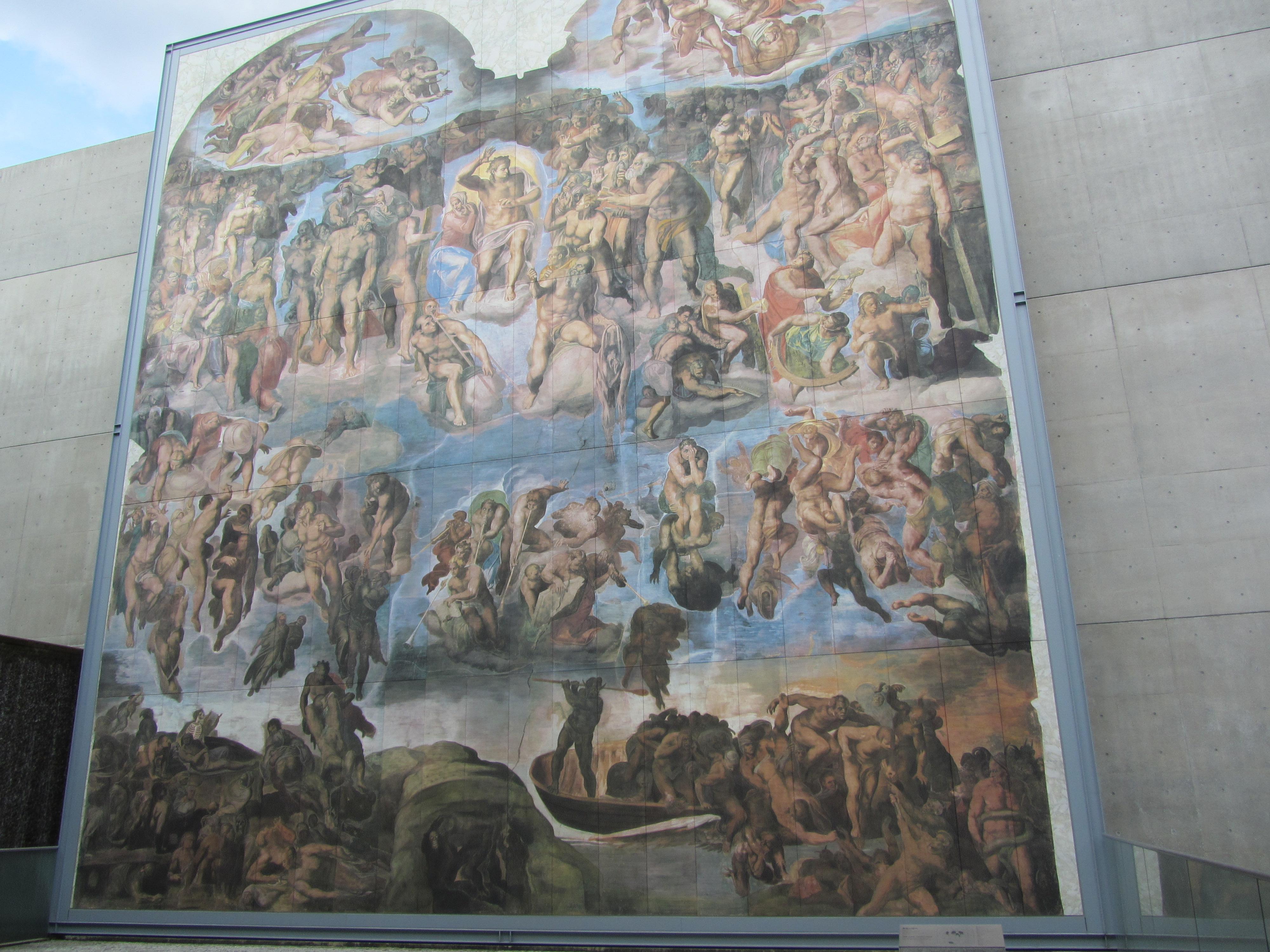
Michelangelo: Das jüngste Gericht (1535–41, Zustand 1990), keramische Kopie im Garden of Fine Art, Kyoto

Gegenüber der ersten Rolle der Chōjū-jinbutsu-giga ist an der östlichen Wand des Gartens eine Kopie des Jüngsten Gerichts (1534–1541) von Michelangelo Buonarotti (1475-1564) aus der Sixtinischen Kapelle im Vatikan in voller Höhe zu sehen. Aus dem Format dieses über 14 Meter hohen Wandgemäldes ergab sich die grundlegende Vorgabe für die Anlage des Gartens, nämlich einen Raum bereitzustellen, in dem dieses Hauptwerk der religiösen Kunst der italienischen Renaissance ausgestellt werden kann. Die Architektur des Gartens ermöglicht die Betrachtung des vierstöckig aufgebauten Bildes von drei Etagen aus, wodurch viele Details sichtbar werden, die am Originalstandort in der Sixtinischen Kapelle aufgrund der dortigen räumlichen Verhältnisse mit dem bloßen Auge nicht zu sehen sind. Auf der Kopie in Kyōto ist nicht das farbenfrohe Endresultat der 1995 abgeschlossenen letzten großen Restaurierung des Freskos abgebildet, sondern ein etwas dunkler erscheinender Zustand des Bildes zum Zeitpunkt der Aufnahme 1989–90 während des Restaurierungsprozesses.

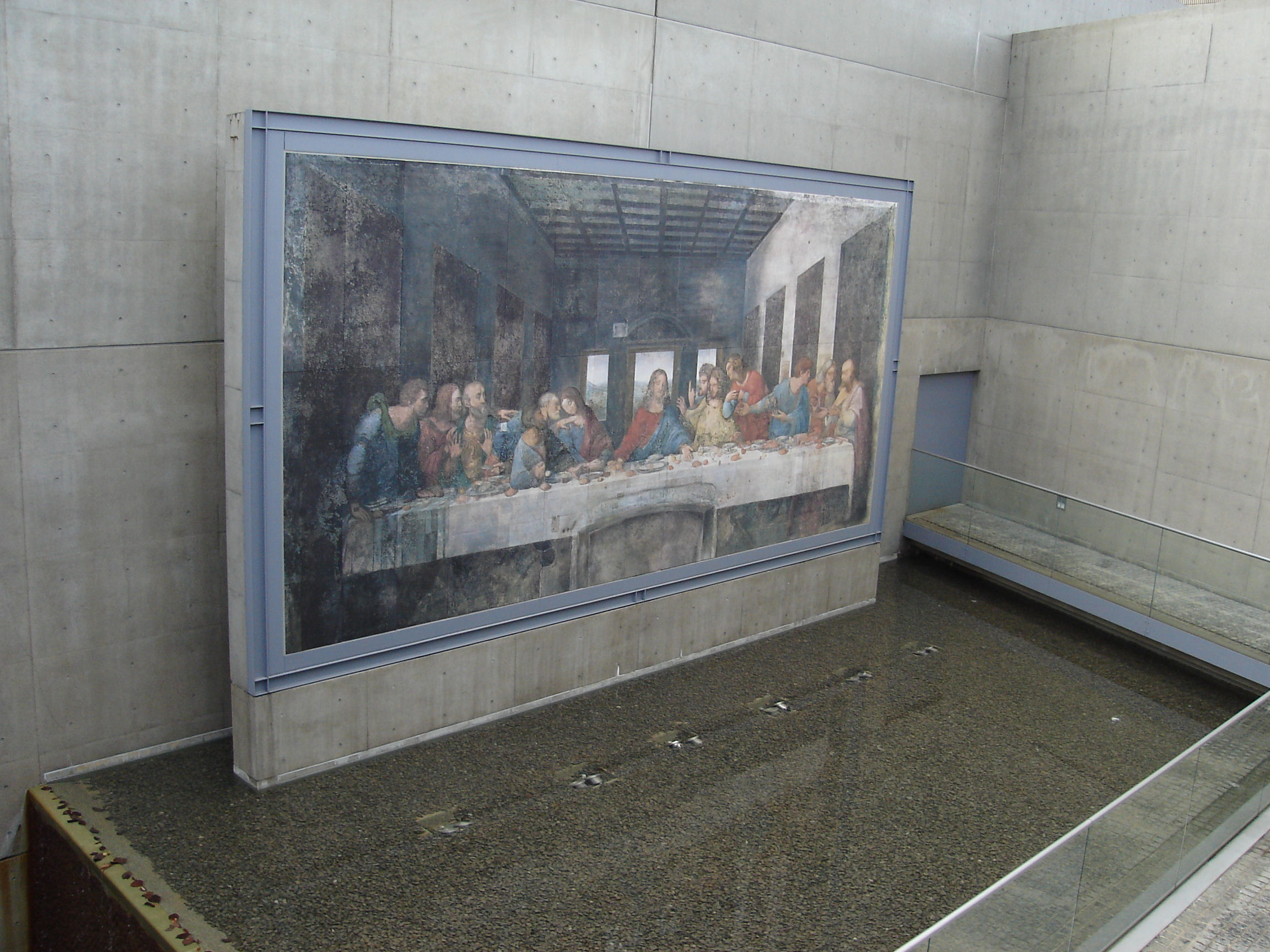
Leonardo da Vinci: Das letzte Abendmahl (1497; abgebildeter Zustand 1990), keramische Kopie im Garden of Fine Art, Kyoto

Ebenfalls einen inzwischen am Originalstandort so nicht mehr bestehenden Zwischenzustand der letzten großen Restaurierung, die in diesem Fall erst 1999 zum Abschluss kam, zeigt auch die in Kyōto installierte keramische Kopie des 1494–97 von Leonardo da Vinci a secco gemalten Abendmahls aus dem Refektorium des Dominikanerklosters von Santa Maria delle Grazie in Mailand, auch in diesem Fall nach einer Aufnahme von 1989/90. Auch dieses große Wandbild ist im Originalmaßstab reproduziert.
Aus dem Nationalen Palastmuseum Taipei stammt die Vorlage der im Garden of Fine Art zu sehenden Kopie des wohl berühmtesten chinesischen Landschafts- und Gesellschaftsbildes, Qīngmíng Shànghé Tú. Der Titel wird meist als „Bild einer Flussuferszenerie zum Qingming-Fest“ übersetzt, obwohl auf der überaus detailreichen Querbildrolle von dem besagten Frühlingsfest nichts zu sehen ist. Das Bild wird einem song-zeitlichen Maler namens Zhang Zeduan zugeschrieben, der im 12. Jahrhundert gelebt haben soll und nur für dieses Landschaftspanorama berühmt ist. Allerdings handelt es sich bei dem im Garden of Fine Art ausgestellten Bild nicht direkt um eine Kopie des song-zeitlichen Originals, das im Palastmuseum in Peking aufbewahrt wird, sondern um eine vergrößerte Kopie einer qing-zeitlichen farbigen Reinterpretation des berühmten Bildmotivs, die im frühen 18. Jahrhundert durch fünf Hofmaler der chinesischen Kaiser Yongzheng und Qianlong geschaffen wurde.
Entlang des aufsteigenden Wegs von der mittleren Ebene zum Ausgang sind – teils vergrößerte – keramische Kopien von drei weiteren Garten- oder Landschaftsbildern der im späten 20. Jahrhundert international und insbesondere auch in Japan hoch geschätzten französischen Kunst des Postimpressionismus aus dem 19. Jahrhundert ausgestellt: Die bourgeois-urbane Parklandschaft Ein Sonntagnachmittag auf der Insel La Grande Jatte (1884–86) von Georges Seurat aus dem Art Institute of Chicago, ein Doppelporträt von Zwei Schwestern auf der Terrasse (1881) von Pierre-Auguste Renoir, ebenfalls aus dem Art Institute of Chicago, hier in doppelter Vergrößerung, sowie – ebenfalls in doppelter Vergrößerung – ein etwas kleines Gemälde von Vincent van Gogh aus dem Kröller-Müller Museum in Otterlo (Niederlande), das zwei im nächtlichen oder frühmorgendlichen Mondlicht auf einer südfranzösischen Landstraße vor einer Zypresse voranschreitende Landarbeiter zeigt (1890).

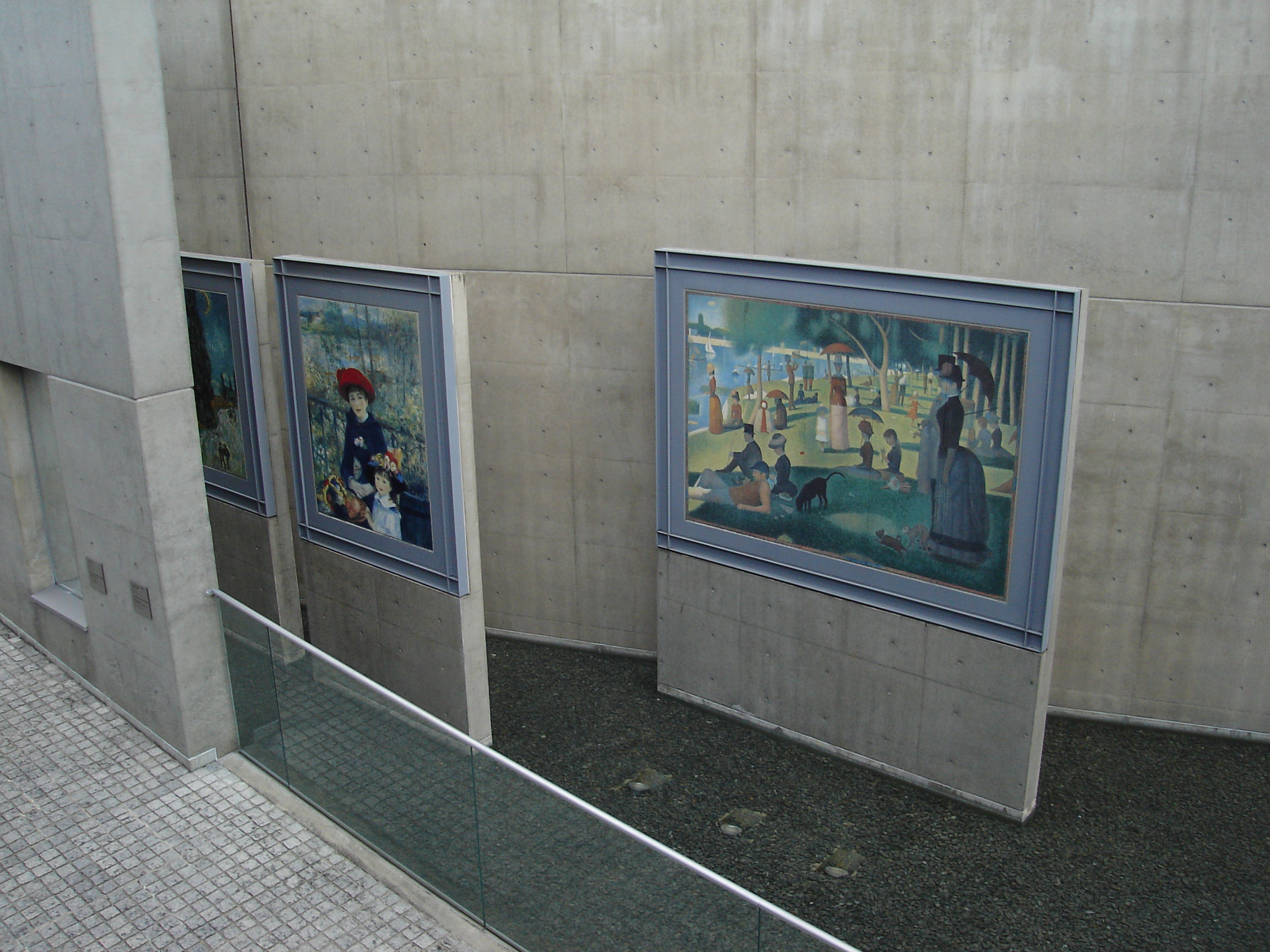
Blick von der oberen Zugangs-Ebene auf die Installation der keramischen Kopien der Bilder von Seurat, Renoir und van Gogh (von rechts nach links) auf der mittleren Ebene vor dem Ausgang aus dem Garden of Fine Art, Kyoto

Während das Sonntags-Bild von Seurat – wie auch das Abendmahl von Leonardo da Vinci – in einem Stahlrahmen auf einer Sockelmauer frei im Wasserbecken stehend inszeniert ist, wurde für die hochformatigen Kabinettbilder von Renoir und van Gogh eine zusätzliche Rahmung dadurch geschaffen, dass die vergrößerten Kopien frontal nur durch verglaste Fensteröffnungen in der Betonwand, die den Weg zum Ausgang leitet, betrachtet werden können. Diese doppelte Rahmung reflektiert nochmals das Spiel der Gartenanlage mit dem kontrolliert-verknappten, durch Entzug intensivierten Ausblick auf die nur durch ein Fenster sichtbare, nicht zugängliche Umgebungsnatur.

## Vorläuferprojekt
Vier der ausgestellten Bilder – das Jüngste Gericht von Michelangelo, das Abendmahl von Leonardo, das Seerosen-Bild von Monet und der Sonntagnachmittag auf der Insel La Grande Jatte von Georges Seurat – waren bereits zuvor für einen auf Anregung des Publizisten Taichi Sakaiya ebenfalls schon durch Andō gestalteten und von der Firma Daikoku Denki Co., Ltd., einem Spielautomatenhersteller, finanzierten temporären Pavillon mit der Bezeichnung Garten der berühmten Bilder (名画の庭 Meiga no niwa) auf der Internationalen Gartenausstellung Expo '90 in Osaka produziert worden. Als nach Ende der Expo '90 eine Anschlussverwendung für die aufwendig hergestellten keramischen Kopien diskutiert wurde, fand der Vorschlag einer permanenten Installation einer um zwei Schlüsselwerke der ostasiatischen Kunstgeschichte erweiterten und durch die Landschafts- und Gartenbilder von van Gogh und Renoir abgerundeten Kollektion in Form eines eigens dafür zu errichtenden, dezidiert modern anmutenden Betongartens Unterstützung durch Sponsoren sowie durch die Kulturabteilung der Präfektur Kyōto.

## Anschlussprojekt
Der Garden of Fine Art arrangiert eine bewusst kleine Auswahl von berühmten Bildern der europäischen und ostasiatischen Kunstgeschichte zu einer eigenen Komposition, die von gewissen kuratorischen Präferenzen, vor allem aber auch von einem Gartenkonzept getragen ist. Er erhebt keinen Anspruch auf eine Repräsentation eines Kanons der westlichen oder asiatischen Kunstgeschichte. Der Eigentümer der Otsuka Ohmi Ceramics Co., Ltd, die die keramischen Kopien für den Garden of Fine Art hergestellt hat, Masahito Ōtsuka (1916–2000) hat zur Feier des 75-jährigen Bestehens seiner Otsuka Pharmaceutical Group 1998 mit dem Ōtsuka-Kunstmuseum in Naruto (Tokushima) ein ungleich größeres, von einem umfassenden kunsthistorischen Archiv- und Bildungskonzept getragenes Projekt in Angriff genommen und finanziert, in dem über 1000 keramischen Kopien von kanonischen Werken der europäischen Kunstgeschichte in Originalgröße versammelt sind.

## Rezeptionsgeschichte
Wie der japanische Name des Garden of Fine Art anzeigt, waren alle Bilder, die darin ausgestellt sind, bereits seit langem sehr berühmt. Insofern handelt es sich bei dem Garten zunächst einmal um ein Phänomen der Rezeptionsgeschichte der darin zelebrierten berühmten Werke. Allerdings ist der Garden of Fine Art längst selbst zum Gegenstand einer eigenen Rezeptionsgeschichte geworden, die sich in Form von hunderten mehr oder weniger eingehenden Beschreibungen und Tausenden überwiegend digitalen Fotos manifestiert. Besucher des Gartens aus aller Welt haben in den letzten 30 Jahren fotografisch festgehalten, was sie bei ihrem Besuch gesehen haben, und viele von ihnen haben ihre Aufnahmen anschließend auf Blogs und Social-Media-Plattformen öffentlich zugänglich gemacht. Im Durchgang durch diese Fotos zeigen sich ganz erhebliche Unterschiede in dem, was jeweils auf ihnen zu sehen ist. Keines gleicht dem anderen. Je nach Wetter, Lichtverhältnissen, Tages- und Jahreszeit und verwendeter Kamera zeigen sich die Räume der Architektur und die materiell unveränderlichen keramischen Bilder sehr verschieden. Es gehört zur zeitlichen Qualität des Gartens, dass er sich jeden Tag, jede Stunde anders zeigt. Wer einen Garten nur einmal besucht, hat nur gesehen, wie er in dem Moment aussah. Die Datenwolke von Spuren dessen, was andere bei anderen Gelegenheiten gesehen haben, fügt der Autopsie eine entscheidende Dimension dessen, was diesen Garten ausmacht, hinzu. Längst sind die Besucher, die sich selbst, einander und die Bilder im Garden of Fine Art fotografieren, ihrerseits zum Gegenstand fotografischer und wissenschaftlicher Beobachtung geworden.

## Ausgestellte Werke
Le Bassin aux Nymphéas sans Saules, Matin (Seerosenteich im Morgenlicht) – Claude Monet
Musée de l’Orangerie, Paris – 200 cm × 1275 cm (ca. Originalgröße).
Chōjū-jinbutsu-giga – Toba Sōjō
Kōzan-ji Kyōto / Nationalmuseum Tōkyō – Rolle 1: 60 cm × 2262 cm, Rolle 2: 60 cm × 2400 cm (jeweils vergrößert um den Faktor 4).
Das jüngste Gericht – Michelangelo
Sixtinische Kapelle, Vatikan – 1430 cm × 1309 cm (ca. Originalgröße); Zustand während der Restaurierung 1990.
Das Abendmahl – Leonardo da Vinci
Santa Maria delle Grazie, Mailand – 432 cm × 886 cm (ca. Originalgröße); Zustand während der Restaurierung 1990.
Qingming-Rolle – Zhang Zeduan (bzw. 陳枚 Chén Méi, 孫祜 Sūn Hù, 金昆 Jīn Kūn, 戴洪 Dài Hóng und 程志道 Chéng Zhìdào)
Nationales Palastmuseum, Taipei – 35 cm × 1200 cm (Vergrößerung um den Faktor vier).
Ein Sonntagnachmittag auf der Insel La Grande Jatte – Georges Seurat
Art Institute of Chicago – 205 cm × 305 cm (ca. Originalgröße).
Les Deux Sœurs sur la terrasse (Zwei Schwestern auf der Terrasse) – Pierre-Auguste Renoir
Art Institute of Chicago – 100 cm × 81 cm (Vergrößerung um den Faktor zwei).
Landstraße mit Zypresse und Stern – Vincent van Gogh
Kröller-Müller Museum Otterlo – 92 cm × 73 cm (Vergrößerung um den Faktor zwei).

## Zugang
Shimogamo Hangichō, Sakyō-ku, Kyōto, 606-0823, Japan; Ausgang Nr. 3 der U-Bahn-Station Kitayama.